# Alyssum simplex

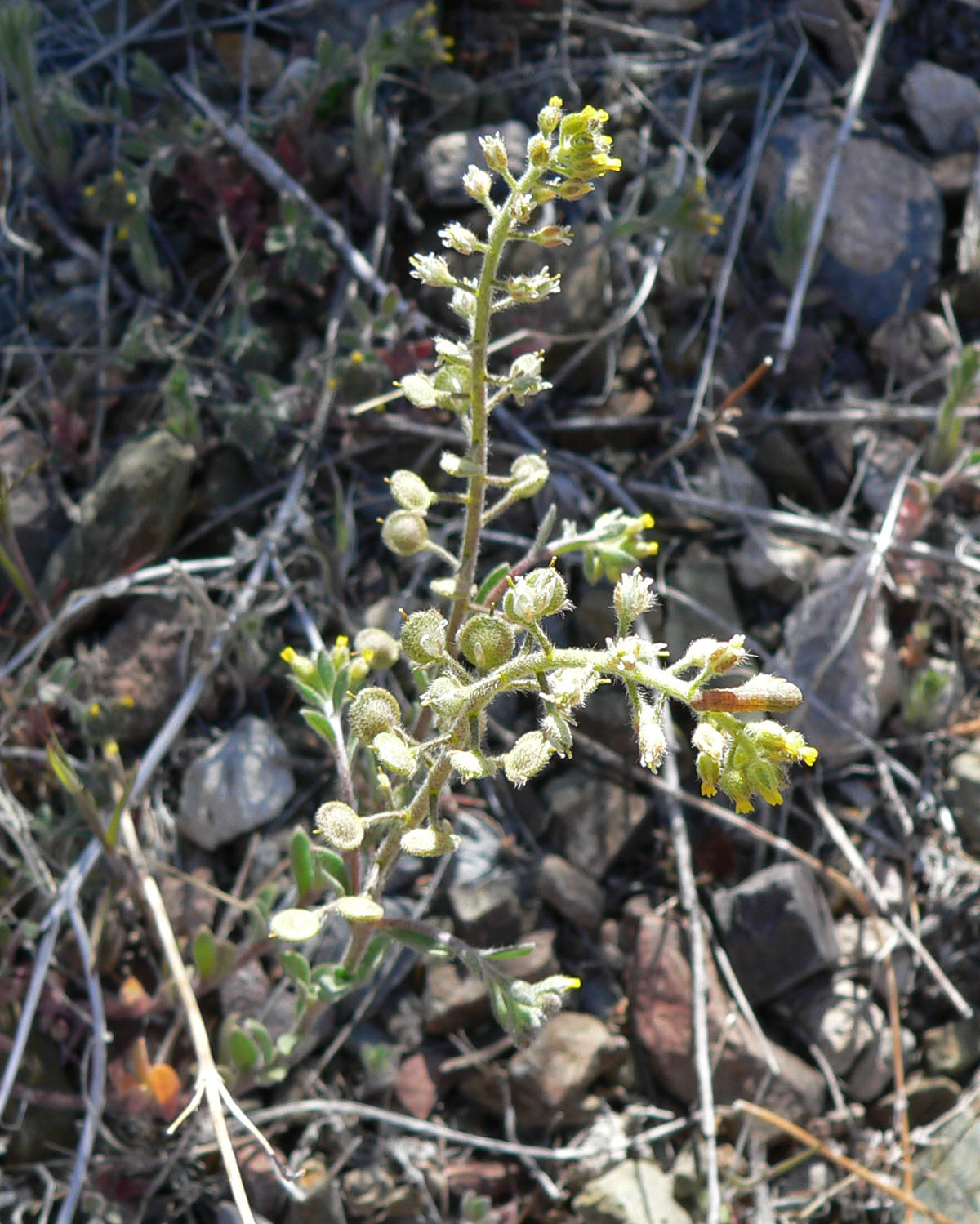
En su hábitat

La hierba de la rabia o Alyssum simplex  es una especie de planta herbácea de la familia de las brasicáceas.

## Descripción
Es una planta anual, multicaule, gris-verdosa, con pelos estrellados de 0,5-1 mm de diámetro, adpresos, rara vez mezclados en los sépalos con pelos fasciculados largos. Tallos de hasta 40 cm, erectos, casi todos fértiles. Hojas de obovadas a oblanceoladas. Pedicelos de 1-2 mm en la antesis, de 3-6 mm y erecto-patentes en la fructificación. Sépalos de 1,5-2,5 mm, caducos, con margen estrecho escarioso-blanquecino. Pétalos de 2-3,5 mm, truncados o ligeramente emarginados, atenuados, amarillos. Estambres con filamentos apendiculados. Cuatro nectarios laterales de hemisféricos a ovoideos. Silicuas de 3,5-6 mm, suborbiculares, biconvexas, de margen aplanado, con indumento de pelos estrellados; estilo de 0,7-1,5 mm. Semillas de 1,5-2 x 1-1,3 mm, ovoideas, con margen estrechamente alado, pardas. Florece de febrero a mayo.

## Distribución y hábitat
Se encuentra en hábitat ruderal, en todo tipo de medios abiertos, sobre calizas, esquistos o granitos: campos de cereal, barbechos, olivares, pendientes erosionadas; a una altitud de 0-1500 metros en el Sur de Europa, Norte de África, Oriente Próximo. Casi en toda la península ibérica.

## Taxonomía
Alyssum simplex fue descrita por Karl Asmund Rudolphi y publicado en Journal für die Botanik 1799(2): 290–291. 1799.
Citología
Número de cromosomas de Alyssum simplex (Fam. Cruciferae) y táxones infraespecíficos: 
n=8
Etimología
Ver: Alyssum
simplex: epíteto latíno que significa "simple".
Sinonimia
NOTA: Los nombres que presentan enlaces son sinónimos en otras especies: 
| - Aduseton orbiculare - Alyssum amoris - Alyssum campestre var. edentatum - Alyssum campestre var. micranthum - Alyssum campestre var. micropetalum - Alyssum collinum - Alyssum micranthum - Alyssum micropetalum - Alyssum mimus - Alyssum mimus var. micranthum - Alyssum minus - Alyssum minus subsp. micranthum - Alyssum minus subsp. minus - Alyssum minus var. micranthum - Alyssum minus var. minus - Alyssum nanum - Alyssum parviflorum - Alyssum parviflorum subsp. edentatum - Alyssum parviflorum var. collinum - Alyssum parviflorum var. edentatum - Alyssum parviflorum var. hirtum - Alyssum parviflorum var. micranthum - Alyssum rothmaleri - Alyssum simplex subsp. simplex - Clypeola minus |